# Aroma Park
Aroma Park és una població dels Estats Units a l'estat d'Illinois. Segons el cens del 2000 tenia 821 habitants.

## Demografia
Segons el cens del 2000, Aroma Park tenia 821 habitants, 308 habitatges, i 222 famílies. La densitat de població era de 264,2 habitants/km².
Dels 308 habitatges en un 31,2% hi vivien nens de menys de 18 anys, en un 59,7% hi vivien parelles casades, en un 8,8% dones solteres, i en un 27,9% no eren unitats familiars. En el 22,7% dels habitatges hi vivien persones soles el 10,1% de les quals corresponia a persones de 65 anys o més que vivien soles. El nombre mitjà de persones vivint en cada habitatge era de 2,58 i el nombre mitjà de persones que vivien en cada família era de 3,06.
Per edats la població es repartia de la següent manera: un 25% tenia menys de 18 anys, un 8% entre 18 i 24, un 27% entre 25 i 44, un 25,7% de 45 a 60 i un 14,3% 65 anys o més.
L'edat mediana era de 39 anys. Per cada 100 dones de 18 o més anys hi havia 102 homes.
La renda mediana per habitatge era de 41.375 $ i la renda mediana per família de 44.667 $. Els homes tenien una renda mediana de 33.750 $ mentre que les dones 24.583 $. La renda per capita de la població era de 17.806 $. Aproximadament el 6,6% de les famílies i el 6,9% de la població estaven per davall del llindar de pobresa.

## Poblacions més properes
El següent diagrama mostra les poblacions més properes.